# Orchestra Gewandhaus din Leipzig
Orchestra Gewandhaus din Leipzig, conform originalului, Gewandhausorchester Leipzig ori Leipzig Gewandhaus Orchestra; uneori doar Gewandhausorchester, este cea mai veche orchestră simfonică din lume. Este numită după sala de concerte care o găzduiește,  Gewandhaus din Leipzig, Germania.

## Istoricul orchestrei

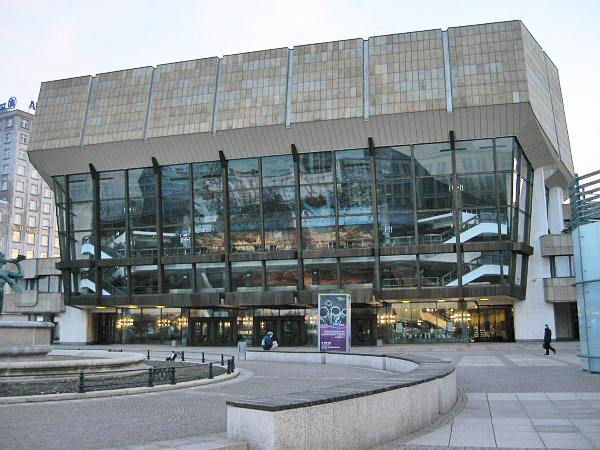
Sala Gewandhaus din Leipzig.

## Directori muzicali (Gewandhauskapellmeister)
| - 1781-1785 Johann Adam Hiller - 1785-1810 Johann Gottfried Schicht - 1810-1827 Johann Philipp Christoph Schulz - 1827-1835 Christian August Pohlenz - 1835-1843 Felix Mendelssohn - 1843-1844 Ferdinand Hiller - 1845-1847 Felix Mendelssohn - 1848-1854 Julius Rietz - 1860-1895 Carl Reinecke - 1895-1922 Arthur Nikisch | - 1922-1928 Wilhelm Furtwängler - 1929-1933 Bruno Walter - 1934-1945 Hermann Abendroth - 1946-1949 Herbert Albert - 1949-1962 Franz Konwitschny - 1964-1968 Václav Neumann - 1970-1996 Kurt Masur - 1998-2005 Herbert Blomstedt - 2005-2018 Riccardo Chailly - 2018-prezent Andris Nelsons |

## Dirijori laureați
- 1996 - prezent  Kurt Masur
- 2005 - prezent  Herbert Blomstedt